# Coupe du Congo de football
La Coupe du Congo de football, in italiano Coppa della Repubblica del Congo è una competizione calcistica organizzata dalla Federazione calcistica della Repubblica del Congo (FECOFA). Fu istituita nel 1974.
La squadra più titolata nella competizione è il Diables Noirs, vincitrice di 9 edizioni della manifestazione.

## Albo d'oro
| Anno      | Vincitore                           | Risultato              | Finalista                           |
| --------- | ----------------------------------- | ---------------------- | ----------------------------------- |
| 1974      | Vita Club Mokanda (Pointe-Noire)    |                        |                                     |
| 1975,1976 | sconosciuto                         |                        |                                     |
| 1977      | Vita Club Mokanda (Pointe-Noire)    |                        |                                     |
| 1978      | Inter Club (Brazzaville)            |                        |                                     |
| 1979      | sconosciuto                         |                        |                                     |
| 1980      | sconosciuto                         |                        |                                     |
| 1981      | CARA Brazzaville                    |                        |                                     |
| 1982      | AS Chéminots (Pointe-Noire)         |                        |                                     |
| 1983      | Étoile du Congo (Brazzaville)       |                        |                                     |
| 1984      | AS Chéminots (Pointe-Noire)         |                        |                                     |
| 1985      | Inter Club (Brazzaville)            |                        |                                     |
| 1986      | CARA Brazzaville                    |                        |                                     |
| 1987      | Inter Club (Brazzaville)            |                        |                                     |
| 1988      | Patronage Sainte-Anne (Brazzaville) |                        |                                     |
| 1989      | Diables Noirs (Brazzaville)         |                        |                                     |
| 1990      | Diables Noirs (Brazzaville)         |                        |                                     |
| 1991      | Elecsport (Bouansa)                 | 0-0 (3-2 dtr)          | Diables Noirs (Brazzaville)         |
| 1992      | CARA Brazzaville                    | 1-0                    | Étoile du Congo (Brazzaville)       |
| 1993      | non disputata                       |                        |                                     |
| 1994      | EPB (Pointe-Noire)                  | 1-0 dts                | Inter Club (Brazzaville)            |
| 1995      | Étoile du Congo (Brazzaville)       | 1-0 dts                | Inter Club (Brazzaville)            |
| 1996      | Vita Club Mokanda (Pointe-Noire)    |                        |                                     |
| 1997      | Vita Club Mokanda (Pointe-Noire)    |                        |                                     |
| 1998      | non disputata                       |                        |                                     |
| 1999      | non disputata                       |                        |                                     |
| 2000      | Étoile du Congo (Brazzaville)       | 5-1                    | Vita Club Mokanda (Pointe-Noire)    |
| 2001      | AS Police (Brazzaville)             | 1-0                    | Étoile du Congo (Brazzaville)       |
| 2002      | Étoile du Congo (Brazzaville)       | 2-1                    | Abeilles FC (Pointe-Noire)          |
| 2003      | CSMD Diables Noirs (Brazzaville)    | 0-0 dts (3-2 dtr)      | Vita Club Mokanda (Pointe-Noire)    |
| 2004      | Muni Sport (Pointe-Noire)           | 0-0 (3-0 dtr)          | Vita Club Mokanda (Pointe-Noire)    |
| 2005      | CSMD Diables Noirs (Brazzaville)    | 1-1 (4-2 dtr)          | Patronage Sainte-Anne (Brazzaville) |
| 2006      | Étoile du Congo (Brazzaville)       | 2-1                    | JS Talangaï (Brazzaville)           |
| 2007      | JS Talangaï (Brazzaville)           | 2-1                    | CARA Brazzaville                    |
| 2008      | Club 57 Tourbillon (Brazzaville)    | 2-1                    | Kondzo                              |
| 2009      | AC Léopard (Dolisie)                | 3-0 (a tav.)           | CARA Brazzaville                    |
| 2010      | AC Léopard (Dolisie)                | (finale non disputata) | Étoile du Congo                     |
| 2011      | AC Léopard (Dolisie)                | 1-0                    | CSMD Diables Noirs                  |
| 2012      | CSMD Diables Noirs                  | 1-0                    | AC Léopard (Dolisie)                |
| 2013      | AC Léopard (Dolisie)                | 1-0                    | CSMD Diables Noirs                  |
| 2014      | CSMD Diables Noirs (Brazzaville)    | 2-0                    | CARA Brazzaville                    |
| 2015      | CSMD Diables Noirs (Brazzaville)    | 1-0                    | AC Léopard (Dolisie)                |
| 2016      | AC Léopard (Dolisie)                | 1-0                    | CARA Brazzaville                    |
| 2017      | AC Léopard (Dolisie)                | 2-2 (4-3 dtr)          | CARA Brazzaville                    |
| 2018      | CSMD Diables Noirs (Brazzaville)    | 0-0 (5-3 dtr)          | AS Otohô                            |
| 2019      | Étoile du Congo (Brazzaville)       | 0-0 (4-2 dtr)          | AS Otohô                            |
| 2020      | non disputata                       |                        |                                     |
| 2021      | non disputata                       |                        |                                     |
| 2022      | Diables Noirs (Brazzaville)         | 1-0                    | AS Otohô                            |

## Vittorie per squadra
| Club                  | Città        | Vittorie | Anno                                                 |
| --------------------- | ------------ | -------- | ---------------------------------------------------- |
| Diables Noirs         | Brazzaville  | 9        | 1989, 1990, 2003, 2005, 2012, 2014, 2015, 2018, 2022 |
| Léopards              | Dolisie      | 6        | 2009, 2010, 2011, 2013, 2016, 2017                   |
| Étoile du Congo       | Brazzaville  | 6        | 1983, 1995, 2000, 2002, 2006, 2019                   |
| Vita Club Mokanda     | Pointe-Noire | 4        | 1974, 1977, 1996, 1997                               |
| Inter Brazzaville     | Brazzaville  | 3        | 1978, 1985, 1987                                     |
| CARA Brazzaville      | Brazzaville  | 3        | 1981, 1986, 1992                                     |
| Cheminots             | Pointe-Noire | 2        | 1982, 1984                                           |
| Patronage Sainte Anne | Brazzaville  | 1        | 1988                                                 |
| Elecsport             | Bouansa      | 1        | 1991                                                 |
| EPB                   | Pointe-Noire | 1        | 1994                                                 |
| Police                | Brazzaville  | 1        | 2001                                                 |
| Munisport             | Pointe-Noire | 1        | 2004                                                 |
| Talangaï              | Brazzaville  | 1        | 2007                                                 |
| Club 57 Tourbillon    | Brazzaville  | 1        | 2008                                                 |